# Arnaldo Castorino
Arnaldo Castorino (Asunción, 3 gennaio 1987) è un calciatore paraguaiano, attaccante del Club Olimpia
È soprannominato "Chuky".

## Carriera

### Club
"Chuky" inizio la sua carria calcistica nella "cantera" del Club Libertad Debutto nella Primera Division nel 2009 più precisamente il 17 maggio contro il Club 12 de Octubre, è entrato nel minuto 70 di questa partita vinta dall'Olimpia con il risultato di 1 a 0.
Nel 2010 gioca solamente 50 minuti in 4 partite in tutto l'anno, e quindi viene trasferito al Club 3 de Febrero, in questa squadra ritrova maggiore regolarità.
Il 3 settembre 2011 va a segno per 4 volte nella partita contro il General Caballero Sport Club. A causa di una buona stagione, ritorna all'Olimpia per il 2012.
La sua prima partita del 2012 per la Copa Libertadores è stato il 3 aprile contro il Lanús Argentino partita persa per 6 a 0 (in questa partita è andato a segno l'ex juventino Mauro Camoranesi)
L'unica partita in cui ha giocato da titolare è stata la partita successiva della Copa Libertadores contro L'Club Sport Emelec partita in cui è andato a segno, dopo questa partita non è mai stato messo in campo come titolare. Nel derby e ultima partita del Torneo Apertura del 2012 contro il Cerro Porteño subentra Maxi Biancucchi e dopo 2 minuti segna l'unico gol dell'Olimpia, partita finita 2 a 1 a favore di Cerro Porteño.

## Statistiche

### Presenze e reti nei club
Statistiche aggiornate al 13 luglio 2012
| Stagione        | Squadra         | Campionato      | Campionato | Campionato | Coppe nazionali | Coppe nazionali | Coppe nazionali | Coppe continentali | Coppe continentali | Coppe continentali | Altre coppe | Altre coppe | Altre coppe | Totale | Totale |
| Stagione        | Squadra         | Comp            | Pres       | Reti       | Comp            | Pres            | Reti            | Comp               | Pres               | Reti               | Comp        | Pres        | Reti        | Pres   | Reti   |
| --------------- | --------------- | --------------- | ---------- | ---------- | --------------- | --------------- | --------------- | ------------------ | ------------------ | ------------------ | ----------- | ----------- | ----------- | ------ | ------ |
| 2009-2010       | Olimpia         | PD              | 15         | 03         | CS              | 0               | 0               | CL                 | 0                  | 0                  | -           | 0           | 0           | 15     | 3      |
| 2011            | 3 de Febrero    | PD              | 34         | 12         | CS              | 0               | 0               | CL                 | 0                  | 0                  | -           | 0           | 0           | 34     | 12     |
| 2012            | Olimpia         | PD              | 12         | 03         | CS              | 0               | 0               | CL                 | 2                  | 1                  | -           | 0           | 0           | 14     | 4      |
| Totale carriera | Totale carriera | Totale carriera | 51         | 18         |                 | 0               | 0               |                    | 2                  | 1                  |             | 0           | 0           | 53     | 19     |